# A. Kanyakumari

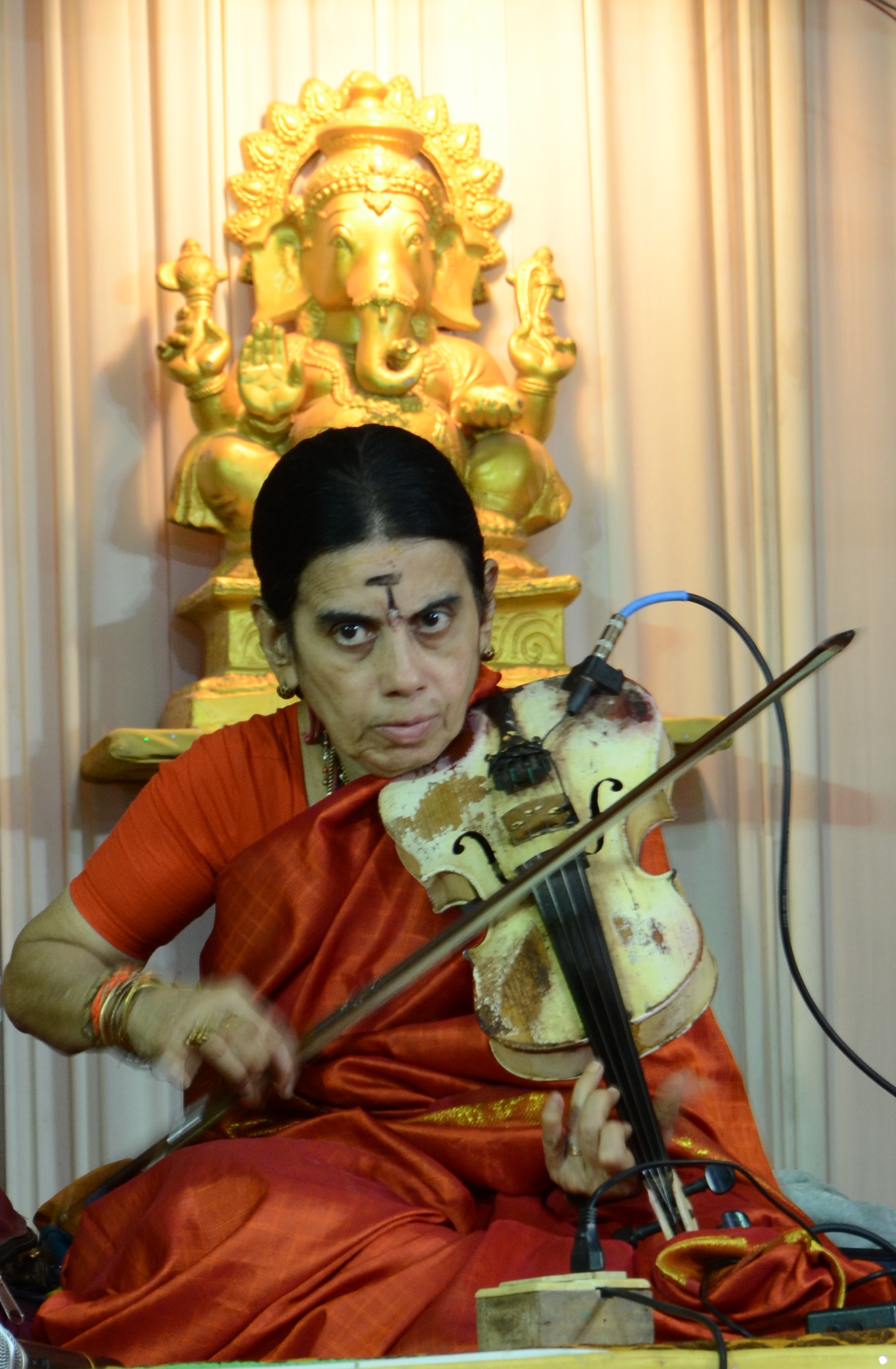
A. Kanyakumari, 2017

A. Kanyakumari (Avasarala Kanyakumari; * 15. Juni 1951 in Vijayanagaram) ist eine indische Geigerin und Vertreterin der Karnatischen Musik.

## Leben
Kanyakumari war zunächst Schülerin von Ivaturi Vijayeshwar Rao. In Chennai studierte sie karnatische Musik am Queen Mary’s College und setzte ihre Ausbildung bei M. Chandrasekaran fort. Prägend wurde für sie M. L. Vasanthakumari, mit der sie fast zwanzig Jahre zusammenarbeitete. Sie begleitete Legenden der karnatischen Musik wie N. Ramani, S. Kalyanaraman, U. Srinivas und Kadri Gopalnath und unternahm als Solistin Tourneen durch die USA, Frankreich, Großbritannien, Mexiko, die Schweiz, Kanada, Dubai, Malaysia, Singapur, Australien und Sri Lanka.
Zu den Innovationen Kanyakuramis zählt Vadyalahari, ein aus Violine, Nadaswaram, Vina (oder Flöte) und Perkussionsinstrumenten bestehendes Ensembles, mit dem sie in Indien und auch im Ausland erfolgreich war und u. a. bei Labels Music of the World und HMV CDs aufnahm. Thristhai Sangamam ist ein Konzept bei der Aufführung karnatischer Musik, bei dem drei Violinen zugleich in drei unterschiedlichen Oktaven spielen. Häufig leitet sie auch große aus zwanzig bis einhundert Mitgliedern bestehende Violinensembles. 2006 leitete sie bei der Feier zum 50. Geburtstag von Sri Sri Ravi Shankar und 25. Jahrestag des Bestehens seiner International Art of Living Foundation in Bangalore ein Ensemble von 3800 Musikern. Weiterhin unterrichtet Kanyakumari Violinschüler und hatte eine Gastprofessur an der University of San Francisco inne. 2015 wurde sie mit dem Padma Shri und dem Sangeet Natak Akademi Award ausgezeichnet.